# Biologia molecular

Esquema da relação entre a bioquímica (biochemistry), a genética (genetics) e a biologia molecular (molecular biology).

A biologia molecular é a área da biologia que explica os fenômenos e eventos biológicos sob o ponto de vista molecular, com especial interesse no dogma central, ou seja, as interações entre DNA, RNA e proteínas bem como a regulação dessas interações. Ou seja, trata-se do estudo dos processos de  replicação, transcrição,tradução e biossíntese, destas moléculas e suas implicações e significados aplicados em outros ramos da biologia tais como biologia celular, histologia,patologia, fisiologia, genética, ecologia, evolução. Trata-se de um campo de estudos amplo, que além de manter  relações com as ciências biológicas anteriormente descritas também mantém relações com as áreas da química, da física e da informática, em especial a bioquímica e a biofísica e bioinformática.

## Relação com outras ciências biológicas
Na biologia molecular são frequentemente combinadas técnicas e ideias provindas principalmente da  microbiologia, genética, bioinformática, ecologia, evolução,  bioquímica e biofísica (veja a secção “Técnicas em Biologia Molecular”, mais abaixo). 
Historicamente, a microbiologia exerceu um papel fundamental no desenvolvimento da biologia molecular, pois a maioria dos conceitos-chave e das técnicas de biologia molecular se originou a partir de estudos e experimentos realizados principalmente com bactérias, fungos e vírus (especialmente bacteriófagos, que são vírus que infectam bactérias). 
- Biologia Molecular é o estudo das ciências biológicas sob a ótica molecular, ou seja, as relações entre moléculas explicam os fenômenos biológicos. Primeiro se observa a existência de um fenômeno biológico e depois se busca explicar o seu mecanismo e causas de ocorrência de acordo com as relações entre moléculas (síntese, modificação, interações), em especial, das relações entre DNA, RNA e Proteínas. A biologia molecular guarda mais relação com as diversas ciências biológicas, tais como evolução, ecologia, genética, biologia celular.
- Bioquímica é o estudo aprofundado das biomoléculas, em termos de função, estrutura, separação e purificação,  reação e interação química. Primeiro se observa a molécula e então se busca explicar a molécula de acordo com as leis da química. A Bioquímica guarda mais relação às diversas ciências químicas (química orgânica, química inorgânica, físico-química por exemplo).
- Genética  é o estudo de como características biológicas são transmitidas de geração para geração (hereditariedade) através dos genes e suas modificações (mutações, recombinações entre outros), suas interações e expressões.  Como um fenômeno biológico, pode ser explicada como uma cadeia de eventos celulares (biologia celular)  e/ou moleculares (biologia molecular) e/ou químicos (bioquímica), sendo possível também ser explicada como uma cadeia de eventos probabilísticos (estatística).

## Técnicas em biologia molecular
Muito do trabalho feito no âmbito da biologia molecular relaciona-se com a obtenção, identificação e caracterização de genes. Assim sendo, diversas técnicas têm sido desenvolvidas no meio da biologia. Aqui vão sendo citadas algumas.

### Reação em cadeia da polimerase
A reação em cadeia de polimerase, ou PCR, é uma técnica de grande versatilidade que permite obter múltiplas cópias de um segmento de DNA. O PCR também é usado para introduzir locais de restrição e mutações pontuais ou para identificar um fragmento particular de DNA numa biblioteca de cDNA.v

### Eletroforese em gel
A eletroforese em gel é uma das principais ferramentas de trabalho em biologia molecular. Em geral, DNA, RNA e proteínas podem ser separados segundo o seu tamanho numa matriz usando um campo elétrico aplicado. Na eletroforese em gel de agarose, o DNA ou o RNA é separado fazendo a amostra migrar através de um gel de agarose. As proteínas são normalmente separadas segundo o seu tamanho usando eletroforese em gel de acrilamida; também podem ser separadas segundo a sua carga elétrica usando focagem isoelétrica.

### Southern blot
O Southern blot é uma técnica que permite obter informação sobre a massa molecular e a quantidade relativa de uma determinada sequência de DNA. A técnica, desenvolvida por Edwin Southern, é uma combinação de eletroforese em gel do DNA (este é frequentemente fragmentado por enzimas de restrição antes de fazer o Southern), transferência deste para uma membrana e hibridização com uma sonda marcada (radioativa ou fluorescente). Após a hibridização, a membrana é lavada para remover sonda não ligada a DNA e obtém-se uma imagem através de autorradiografia ou autofluorescência. A imagem obtida dá a(s) localização(ões) do DNA que liga a sonda, com a intensidade do sinal, dando uma medida relativa da quantidade de DNA que hibridiza.

### Northern blot
O Northern blot estuda o perfil de expressão de RNA mensageiro: onde, quando e quanto de determinado RNA mensageiro (correspondente à expressão de um determinado gene) está presente numa dada amostra. É uma das formas mais simples de determinar em que momento certos genes estão a ser expressos em sistemas vivos. Neste processo, o RNA é separado numa eletroforese em gel, transferido para uma membrana e detectado de forma similar ao DNA no Southern blot.

### Western blot
Ousa o mesmo princípio do Southern blot e do Northern blot mas é aplicado a proteínas. Estas são separadas usando eletroforese em gel de poliacrilamida, na presença do detergente dodecilo sulfato de sódio (SDS).